# العيوب (مسلسل)
العيوب ((الكورية: 아이쇼핑)) مسلسل تلفزيوني كوري جنوبي، من بطولة يوم جونغ آه، وون جين آه، تشوي يونغ جون، كيم جين يونغ. عرض على قناة إي إن أ من 21 يوليو، الى 12 أغسطس 2025، ويعاد عبر الإنترنت على شبكة Genie TV، تم بثه فترة الإثنين والثلاثاء الساعة 22:00 بتوقيت (KST).

## ملخص
تصور الدراما النجاة اليائسة والانتقام للأطفال الذين نجوا بالكاد من الموت، بعد أن تخلى عنهم آباؤهم بالتبني.

## طاقم
- يوم جونغ آه في دور كيم سي هي[1]

الرئيسة التنفيذية لمؤسسة إس إتش الطبية ورئيسة منظمة التبني غير القانونية.
- وون جين آه في دور كيم أهيون[1]

القائدة والزعيمة الروحية للأطفال الناجين.
- تشوي يونغ جون في دور وو تاي سيك[1]

يترأس المقر الذي يتم التخلص فيه من الاطفال المتبناة الذين تم التخلي عنهم بأوامر الرئيسية كيم. يصبح لاحقاً منقذا لهم.
- كيم جين يونغ في دور جونغ هيون[1]

أحد افراد المنظمة، التابع المخلص لرئيسة كيم.
- أوه سونغ جون في دور سوك سو[2]

أحد الاطفال الناجين، وهو الداعم المخلص ل أ-هيون
- لي نا-أون في دور سو-مي[3]

هي أحد الأطفال الذين تخلّى عنها والداها بالتبني. ورغم ماضيها المؤلم، تعيش بحماس مع أطفال آخرين، بمن فيهم أ-هيون
- أهن جي-هو في دور جو-ان[4]

أحد الأطفال الناجين، وهو من رفاق أ-هيون
- سون جونغ-هيوك في دور مون كانغ-مان

والد سوك سو، مرشح بارز للانتخابات الرئاسية القادمة، وزعيم الحزب الحاكم.يحظى بدعم قوي من سي هي.

## الاستقبال
لقد حقق المسلسل أداءً ساحقًا في مؤشر اكثر البرامج الرائجة. وفقًا لـ "لشركة Good Data"، لم يحتل المرتبة الأولى في قائمة أفضل 10 برامج تلفزيونية من حيث تفاعل البحث في الأسبوع الرابع من يوليو فحسب، بل هيمن ممثلوه كيم جين-يونغ (ديكس)، لي نا-يون، وون جين-آه، تشوي يونغ-جون، يوم جونغ-آه، آن جي-هو، وأوه سيونغ-جون على المراكز من الأول إلى السابع في قائمة الاكثر بحثاً عبر الانترنت وبرامج التواصل الاجتماعي.
برغم نجاح المسلسل، فقد تعرضت لي نا إيون، التي تلعب دور يو مي، لانتقادات لاذعة بسبب نطقها وتمثيلها غير المتقن. وطالت الانتقادات ايضاً ديكس الذي يلعب جونغ-هيون، برغم انه مشاهدة قليلة ومحصورة فقط في الاكشن وشخصيته الهادئة، ومع ذلك، اثير الجدل حول مهاراته التمثيلية منذ الحلقة الأولى. زعم البعض أن مشيته الغريبة وتعابير وجهه أفسدت انغماس المشاهد في المسلسل.

## المشاهدات
| الموسم | الموسم | رقم الحلقة | رقم الحلقة | رقم الحلقة | رقم الحلقة | رقم الحلقة | رقم الحلقة | رقم الحلقة | رقم الحلقة | المتوسط     |
| الموسم | الموسم | 1          | 2          | 3          | 4          | 5          | 6          | 7          | 8          | المتوسط     |
| ------ | ------ | ---------- | ---------- | ---------- | ---------- | ---------- | ---------- | ---------- | ---------- | ----------- |
|        | 1      | 392        | 471        | 493        | 491        | 469        | 472        | 477        | 515        | ستُعلن لاحقًا |

| Ep.   | تاريخ البث    | تقييمات (نيلسن كوريا) | تقييمات (نيلسن كوريا) |
| Ep.   | تاريخ البث    | على الصعيد الوطني     | سيئول                 |
| ----- | ------------- | --------------------- | --------------------- |
| 1     | 21 يوليو 2025 | 1.747%                | 1.963%                |
| 2     | 22 يوليو 2025 | 2.063%                | 2.036%                |
| 3     | 28 يوليو 2025 | 2.264%                | 2.670%                |
| 4     | 29 يوليو 2025 | 2.199%                | 2.310%                |
| 5     | 4 اغسطس 2025  | 2.128%                | 2.094%                |
| 6     | 5 أغسطس 2025  | 2.175%                | 1.975%                |
| 7     | 11 أغسطس 2025 | 2.028%                | 1.815%                |
| 8     | 12 أغسطس 2025 | 2.312%                | 2.255%                |
| متوسط |               |                       |                       |

## الإنتاج
المسلسل من كتابة آن سو جونغ، وإخراج أوه كي هوان، الذي أخرج مسلسل إس إف 8 (2020)، كيف تكون في الثلاثين" (2022)، وإنتاج المجموعة 8 بتعاون مع استوديو تايك-ون لصالح إي إن أ.

## روابط خارجية
- الموقع الرسمي
 (بالكورية)
- العيوب على موقع IMDb (الإنجليزية)
- العيوب على موقع فيلمافينيتي (الإسبانية)
- العيوب على موقع قاعدة بيانات الفيلم (الإنجليزية)
- العيوب على هانسينما